# Laugh, Clown, Laugh
Ríe, payaso, ríe (nombre original en inglés, Laugh, Clow, Laugh) es una película muda estadounidense que se estrenó en 1928, bajo la dirección de Herbert Brenon con producción de Metro-Goldwyn-Mayer. Un drama que protagonizan Lon Chaney y Loretta Young.
La película está basada en la obra teatral de Broadway de 1923, Laugh, Clow, Laugh, de David Belasco y Tom Cushing, basada a su vez en una obra italiana de 1919, Ridi, Pagliaccio de Fausto Maria Martini.

## Argumento
Tito (Lon Chaney), un payaso de circo ambulante, encuentra a una niña abandonada. La adopta y la cría como su hija, llamándola Simonetta por su hermano Simon (Bernard Siegel). Un día la ya adolescente Simonetta (Loretta Young) encuentra a Luigi (Nils Asther), un rico aristócrata que se enamora de inmediato de ella, pero al ver que ya tiene novia, le rechaza. Regresa a casa en el circo y Tito se da cuenta de que ya no es una niña y tiene ciertos sentimientos hacia Simonetta, pero también sabe que sus sentimientos son impropios porque la ha criado como su hija.
Luigi empieza a sufrir ataques de risa incontrolables porque Simonetta le ha rechazado. Tito cae en la melancolía debido a su choque de intereses hacia Simonetta. Ambos van al mismo doctor para tratar sus condiciones y así se conocen por primera vez. Comparten sus problemas y creen poder ayudarse el uno al otro, sin saber que los dos aman a la misma mujer. Sin embargo, los tres finalmente desarrollan una sólida amistad hasta que Luigi pregunta a Simonetta si quiere casarse con él. Simonetta finalmente acepta la propuesta de Luigi, lo que hunde a Tito en una depresión incluso más profunda. Simonetta descubre los sentimientos de Tito antes de casarse con Luigi y le dice a Tito que le amaba antes de enamorarse de Luigi, así que va a romper su compromiso.
Mientras Simonetta está rompiendo su compromiso, Tito y Simon empiezan ensayar un nuevo truco para su acto de Flik & Flok. Tito no cree que el amor de Simonetta sea genuino, que solo es lástima y al mismo tiempo, sabe que como su padre adoptivo, no podrá hacerla su esposa. Enloquecido por su conflicto interno, decide practicar su nueva rutina sin ninguna protección. A pesar de las protestas de su hermano Simon, continúa con el truco y cae del alambre.
Tito muere de su caída, liberando a Simonetta para casarse con Luigi.

### Final alternativo
La película sobrevive en una copia incompleta, pero las escenas perdidas no afectan seriamente a la comprensión de la historia. La copia superviviente parece acabar abruptamente, pues los últimos segundos de la caída están entre las imágenes perdidas. El final feliz alternativo -donde Tito sobrevive a su caída y Simonetta se casa con Luigi, y todos quedan como amigos cercanos- rodado ante la insistencia del estudio, también se ha perdido.

## Reparto
- Lon Chaney como Tito / Flik
- Loretta Young como Simonetta
- Nils Asther como conde Luigi Ravelli
- Bernard Siegel como Simon / Flok
- Cissy Fitzgerald como Giacinta
- Gwen Lee como Lucretia

## Producción

### Desarrollo
La película está basada en la obra de 1923 de Broadway Laugh, Clow, Laugh que protagonizó Lionel Barrymore y su segunda mujer Irene Fenwick como Simonetta. La obra de David Belasco y Tom Cushing, basada en la historia de 1919, Ridi, Pagliaccio de Fausto Maria Martini, se presentó en el Belasco Theatre desde el 28 de noviembre de 1923 hasta marzo de 1924, con un total de 133 representaciones. La producción también contó con Lucille Kahn en un papel secundario.
MGM retrasó la producción de esta película varios años, porque Chaney ya había aparecido como payaso en la película de 1924, El que recibe las bofetadas, y debido a la especulación de que Barrymore podría repetir su papel de la producción teatral. Como sustituto, MGM emparejó a Barrymore con Chaney en West of Zanzibar. 

### Reparto
Como actor de teatro y vodevil en su juventud, Chaney había estado familiarizado con intérpretes de payaso. Tanto para El que recibe las bofetadas como para esta película, Chaney también estudió el maquillaje de payaso de intérpretes de circo y payasos legendarios del siglo XIX como Joseph Grimaldi y George L. Fox, este famoso como Humpty Dumpty. Se dice que esta película era la favorita de Chaney.
La película fue el debut como adulta de Loretta Young, entonces con quince años.

### Música
Un vals homónimo fue escrito especialmente para la película. Según parece se tocaba ante las audiencias en las salas de cine en los minutos previos al inicio de la proyección. Se convirtió en un disco exitoso. Los músicos de estudio de Chaney tocaron la canción en su funeral en 1930.

## Recepción
La película fue otro éxito de taquilla de Chaney. El autor y crítico cinematográfico Leonard Maltin otorgó a la película tres de cuatro estrellas, llamándola "el ejemplo perfecto del talento de Chaney para convertir el melodrama en una tragedia desgarradora".